# Nemesis II
Nemesis II (ネメシスII?), publicado como Nemesis II: The Return of the Hero en Europa, y Gradius: The Interstellar Assault en América del Norte, es un videojuego de matamarcianos para Game Boy siendo el segundo de la serie Gradius en dicha portátil.
Posteriormente, el juego formó parte de la serie de recopilatorios Konami GB Collection para Super Game Boy y Game Boy Color pudiendo hallarse en el Vol. 3 japonés y en el Vol. 4 europeo. Al igual que había sucedido antes con Nemesis, las versiones de los recopilatorios fueron renombradas: como Gradius en el volumen 3 japonés y como Gradius II: The Return of the Hero en el volumen 4 europeo.